# Hristo Dojčinov
Hristo Dojčinov (in bulgaro Христо Дойчинов?; Sofia, 19 gennaio 1944 – giugno 2015) è stato un cestista bulgaro.

## Carriera
Con la Bulgaria disputò i Giochi olimpici di Città del Messico 1968 e cinque edizioni dei Campionati europei (1967, 1969, 1971, 1973, 1975).